# 王红玲
王红玲（1964年4月—），湖北江陵人，女，汉族，中华人民共和国政治人物。2001年11月加入中国国民党革命委员会。华中农学院农业经济系毕业、中南财经大学农经系农业经济学硕士、武汉大学西方经济学博士。

## 生平
曾任民革中央委员、湖北省委副主委、湖北省政协副秘书长、湖北省农业厅副厅长。2016年3月，任民革湖北省委主委。
2008年，当选第十一届全国政协委员，代表中国国民党革命委员会，分入第四组。2013年，当选第十二届全国人民代表大会湖北地区代表。2018年1月，当选第十三届全国政协委员、湖北省政协副主席。2023年1月，换届继续担任湖北省政协副主席。